# Cazaci nekrasoviți
Nekrasoviții / Cazacii nekrasoviți (în limba rusă: Некрасовцы, Некрасовские казаки, Казаки-некрасовцы) sunt descendenți ai cazacilor de pe Don care, după înfrângerea răscoalei lui Bulavin au fugit în septembrie 1708 în Kuban. Conducătorul lor a fost Ignat Nekrasov, acesta dând numele grupului de cazaci. Kubanul era în acea perioadă sub conducerea Hanatului Crimeii. În anii care au urmat, primului grup de nekrasoviți li s-au adăugat alți refugiați din regiunea cursului fluviului Don și iobagi ruși fugiți de pe moșii. Nekrasoviții erau credincioși de rit vechi. 
Nekrasoviții s-au așezat la început pe malul drept al râului Bolșaia Laba, aproape de vărsarea sa. Mai târziu, majoritatea, inclusiv Ignat Nekrasov, s-au mutat în Peninsula Taman, unde au înființat trei localități: Bludilovski, Golubinsky și Cirianski. 
Nekrasoviții au executat raiduri de jaf în zonele învecinate aflate sub controlul Rusiei, inclusiv în regiunea Donului, iar rușii au trecut la represalii, atacând așezările nekrasoviților. Până în 1737, mai multe sute de mii de refugiați din sudul Rusiei s-au așezat în Kuban, o bună parte a lor alăturându-se nekrasoviților. 
În jurul anului 1737, atacurile nekrasoviților au încetat, istoricii bănuind că Iganat Kekrasov a murit în acel an. În scurtă vreme, comunitatea nekrasoviților a început să se destrame, o bună parte dintre ei plecând în Imperiul Otoman. 